# Palacio de Rosendal

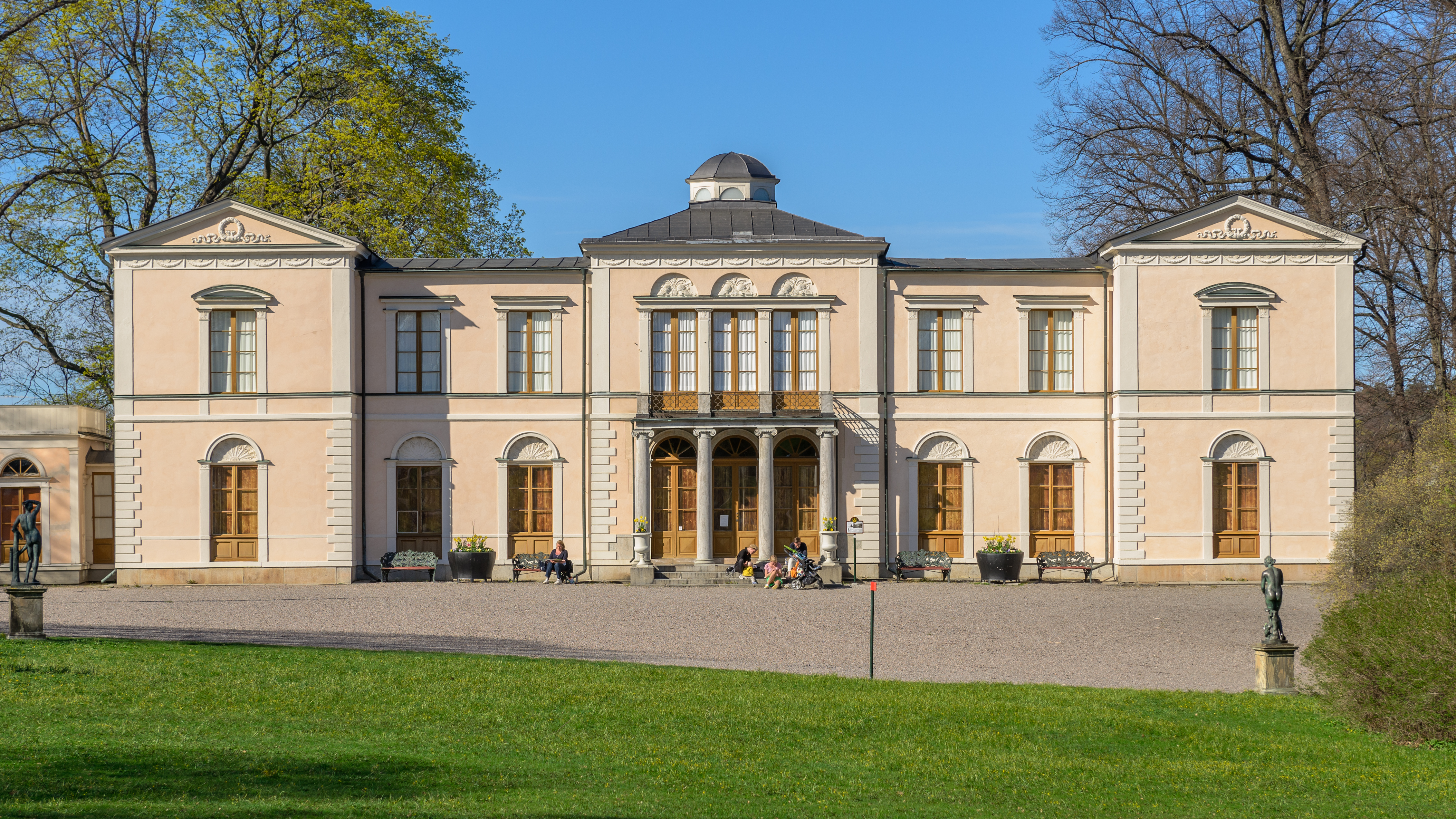
El Palacio de Rosendal.

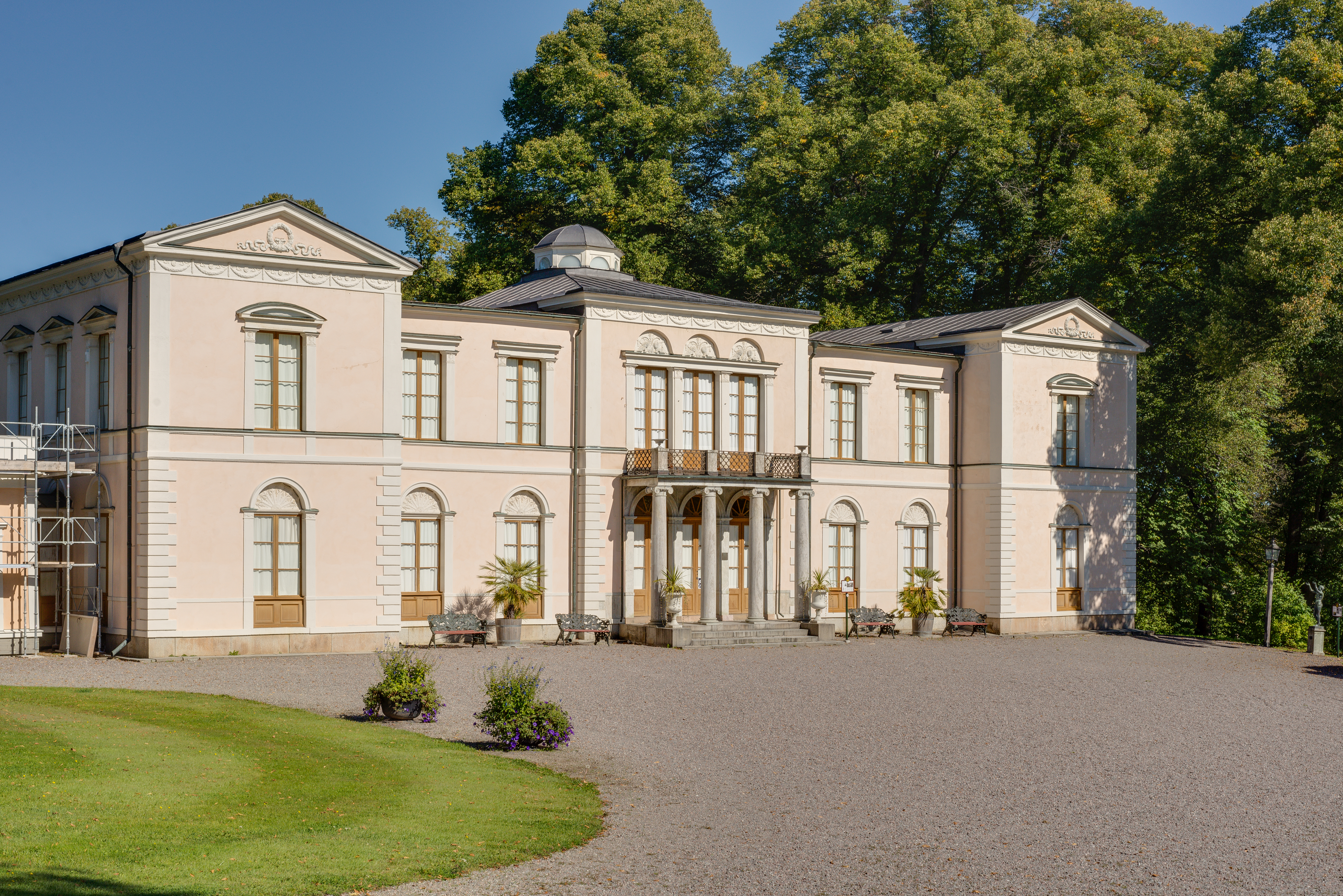
Otra imagen del Palacio de Rosendal.

El Palacio de Rosendal (en sueco: Rosendals slott) es un palacio situado en Djurgården, una isla en el centro de Estocolmo, Suecia. Fue construido entre 1823 y 1827 para el Rey Carlos XIV Juan, el primer rey de Suecia de la Casa de Bernadotte. Fue construido como un lugar de escape de las formalidades de la vida de la corte en el Palacio Real.
El Palacio de Rosendal fue diseñado principalmente por Fredrik Blom, uno de los arquitectos más importantes de la época, que recibió el encargo real de dibujar y construir el palacio después de que los edificios originales se destruyeran en un incendio. Fredrik August Lidströmer, arquitecto municipal de Estocolmo desde 1818 hasta 1824, había sido el arquitecto principal del Rey Carlos XIV Juan en la construcción del Palacio de Rosendal original. Después de que se destruyera en un incendio en 1819, Lidströmer también realizó los dibujos iniciales para el nuevo palacio. Estos fueron adaptados y rehechos posteriormente por Fredrik Blom, que había sido ayudante de Jonas Lidströmer, padre de Fredrik August Lidströmer. El Pabellón de la Reina (en sueco: Drottningpaviljongen) y la Casa de la Guardia (en sueco: Vaktstugan) fueron completamente obra de Fredrik August Lidströmer.
La construcción del Palacio de Rosendal en la década de 1820 marcó el inicio del desarrollo de Djurgården como una zona residencial majestuosa. Cuando en 1907 murió el Rey Óscar II, sus herederos decidieron convertir el Palacio de Rosendal en un museo de la época y la vida de Carlos XIV Juan. Esto hace al Palacio de Rosendal un testimonio único del Estilo Imperio europeo, también conocido en Suecia como estilo Carlos Juan. El estilo Carlos Juan siguió siendo popular en Escandinavia incluso después de que desapareciera el Estilo Imperio en otras partes de Europa.
El palacio permanece en la actualidad en gran medida tal y como estaba en vida de Carlos XIV Juan. Durante los meses de verano el palacio está abierto al público y ofrece visitas guiadas.